# 飛龍武廟
飛龍武廟位於四川省武勝縣，文物遺址年代判定為清。2012年7月16日公佈為第八批四川省文物保護單位。
飛龍武廟位於四川省武勝縣飛龍鎮老街42號，始建於清乾隆四十三年（1778），續建於清嘉慶二十一年（1816）。建築坐西向東，四合院軸線佈局，由戲樓殿、正殿及南北廂廡組成，占地面積2100平方公尺，建築面積475平方公尺。飛龍武廟系民間尚武、習武之地，也是奉祀關羽之所。該建築完整地保存了川東地區武廟的形制特點，極富地域性和代表性，具有較高的歷史、科學和藝術價值。2002年，飛龍武廟被武勝縣人民政府公佈為縣級文物保護單位；2005年，飛龍武廟被廣安市人民政府公佈為市級文物保護單位
。